# 黄子韜
黄子韜（ファン・ズータオ、拼：Huáng Zǐtāo、1993年5月2日 - ）は、中国の男性歌手、俳優。韓国の男性アイドルグループEXOの旧メンバー。EXOでの芸名はタオ（朝: 타오、英: Tao）、EXO-Mの末っ子で、架空設定能力は時間調整、背番号は「68」だった。EXO離脱後はファン・ズータオもしくはZTAO （ズータオ）名義で活動している。山東省青島市出身、血液型はAB型、家族構成は父と母。中国の個人事務所は黄子韜工作室、韓国の所属事務所SMエンタテインメント（以下SM）との訴訟紛争は未解決。中国のレコードレーベルは北京天浩盛世エンターテインメントで、父が大株主。

## 人物
濃いクマが特徴。特技はヌンチャクや棒武術で、2012年のデビュー時点で武術太極拳歴11年だった。趣味はラップ、音楽鑑賞、スポーツ、散歩、好きな食べ物はピザと韓牛、好きな音楽はラップとヒップホップ、好きな映画はジャッキー・チェンの作品、座右の銘は「世の中に不可能なことはない」。ロサンゼルスに自宅がある。パリス・ヒルトンと一緒に写った写真をInstagramに投稿したことがある。キャンディという名前の白い犬を飼っている。

## 来歴
2010年SMキャスティングシステムに合格。2012年4月8日にEXO-Mのメンバーとして正式デビューした。
2015年2月のMBC「アイドル陸上大会」で左足首に怪我をする。4月2日放送のM COUNTDOWNカムバックステージを最後にEXOを離脱、同年6月11日に中国の個人事務所である黄子韜工作室を設立した。同年8月24日にSMに対する専属契約効力の不存在確認訴訟をソウル中央地方法院に提起した。
2017年4月28日に専属契約効力の不存在確認一審で敗訴、同年10月27日の控訴審で再度敗訴した。

## 受賞歴
- 2013年MBC『アイドル陸上大会』銀メダル[16]
- 2016年第5回音悦V榜年度盛典 - アーティスト部門 中国年間全能アーティスト賞[19]

## 作品

### シングル
- 『Underground King』- 2016年4月[20]
- 『Black White (AB)』- 2016年4月[21]
- 『Hello, Hello』feat. ウィズ・カリファ - 2016年4月[22]

### OST
- 『十九歳』2016年6月 - 映画『夏天十九岁的肖像』主題歌[23]
- 『想成為你』2017年9月 - 映画『The Foreigner』イメージソング[24]

### ミニアルバム
- 『T.A.O』- 2015年7月23日[25]
- 『Z.TAO』- 2015年8月19日[16]

### スタジオアルバム
- 『The Road』- 2016年4月[26]
- 『Sleepless』-2022年8月22日

## コンサート
- ミニコンサート 2015年8月23日 - 北京[16]
- 『The Road』2016年5月1日 - 中国銀聯体育館[27]

## 出演

### 映画
- 『レイルロード・タイガー』ダーハイ 役 - 2016年12月（ジャッキー・チェン主演）[28]
- 『夏、19歳の肖像』主演 カン・チャオ 役 - 2017年5月（島田荘司原作）[29]
- 『月で始まるソロライフ』2022年 ※2022東京・中国映画週間で上映

### ドラマ
- 『君は僕の談判官（中国語版）』主演 シェ・シャオフェイ（谢晓飞） 役 - 2018年2月（ヤン・ミーと共演）[30]
- 『マイ・スーパースター〜夜空に輝く一等星（中国語版）』主演 ジェンボウシュ 役[31]
- 「熱血同行」（2020年、YOUKU、日本未公開）主演 額爾吉・崇利明/ジェームズ 役

### 番組
- MBC『スターダイビングショー スプラッシュ』- 2013年9月13日[12]
- MBC『アイドル陸上大会』- 2013年1月[16]
- MBC『アイドル陸上大会』- 2014年1月[11]
- SBS『ジャングルの法則inソロモン諸島編』- 2014年10月[11]
- MBC『アイドル陸上大会』- 2015年2月[15]
- 東方衛視『女神的新衣』2015年10月10日[32]
- 湖南衛視『新聞当事人』- 2015年11月7日[33]
- 安徽衛視『我們的法則』- 2016年5月[34]

### 楽曲
- チョウミ『挽回』- 2014年[35]
- チョウミ『Love Tonight』- 2014年[35]

### ミュージックビデオ
- チャン・リイン『愛的独白』- 2014年[36]
- チョウミ『挽回』- 2014年[37]
- 『Do You Know』- 2014年（チョ・ソンモ『ご存知ですか』のカバー）[38]

### 広告
- イヴ・サンローラン - 2017年YSL BEAUTY - BEFORE THE LIGHT[39]

### 雑誌
- 『紅秀 GRAZIA』2015年12月号 - 婦女之友雑誌社[40]

### イベント
- ソウルファッション・ウィーク - 2014年3月21日[16]
- 上海ファッション・ウィーク - 2015年10月[14]
- ロンドン・コレクション VERSUS VERSACE2016 S/S - 2015年9月19日※現地時間[41]